# Liste deutscher Flugzeugentwicklungsprojekte (1939–1945)
Die Liste deutscher Flugzeugentwicklungsprojekte umfasst Prototypversionen von Flugzeugen, die von der deutschen Luftwaffe während des Zweiten Weltkriegs eingesetzt wurden und unvollendete experimentelle Programme aus Kriegszeiten.

## Das technische Erbe der deutschen Entwicklungen
Nach der Kapitulation des nationalsozialistischen Deutschlands erlangten einige der geheimen oder unvollendeten Projekte deutscher Militärflugzeuge große Bekanntheit. Auch Nachkriegsflugzeuge wie die Bell X-5, die F-86 Sabre oder die MiG-15 sollten auf der Pionierarbeit deutscher Flugzeugkonstrukteure aus dem Zweiten Weltkrieg beruhen.
Die Archive deutscher Flugzeughersteller wie der Henschel Flugzeug-Werke in Kassel wurden im Zuge der alliierten Bombardierung des Dritten Reiches in der Endphase des Zweiten Weltkriegs zerstört. Daher basieren einige der späten Henschel-Projekte, die später neu erstellt wurden, auf Dokumenten, die an anderen Orten oder aus zweiter Hand stammen, und nicht auf den technischen Originalzeichnungen von Henschel.

## Arado
(Arado Flugzeugwerke GmbH)
- Arado Ar 234 – Strahlbomber
- Arado Ar 240
- Arado Ar 560
- Arado E.300[4]
- Arado E.310[4]
- Arado E.340 – Mittlerer Bomber
- Arado E.370[4]
- Arado E.371[4]
- Arado E.375[4]
- Arado E.377[4] – Mistelgespann, Gleitbombe
- Arado E.377a[4] – strahlgetriebene Version der Arado E.377
- Arado E.380[4] – Arado Ar 196 mit Faltflügel
- Arado E.381 I – parasitäres Jagdflugzeug[4]
- Arado E.381 II – parasitäres Jagdflugzeug[4]
- Arado E.381 III – parasitäres Jagdflugzeug[4]
- Arado E.385[4]
- Arado E.390[4]
- Arado E.395[4][5] – Pfeilflügelbomber
- Arado E.396[4]
- Arado E.401[4]
- Arado E.430[4]
- Arado E.432[4]
- Arado E.433[4]
- Arado E.440[4]
- Arado E.441[4]
- Arado E.470[4][5] – Großbomber
- Arado E.480[4]
- Arado E.490[4]
- Arado E.500 – Schweres Jagdflugzeug
- Arado E.530 – Bomber – Zwilling-Entwurf[4]
- Arado E.532[4]
- Arado E.555 – Langstrecken-Nurflügelbomber, Arbeiten wurden Ende 1944 eingestellt.
- Arado E.560 – Strahlbomber mit Pfeilflügeln
- Arado E.561 – Schweres Jagdflugzeug[4]
- Arado E.580 – Jagdflugzeug[4]
- Arado E.581 – Nurflügel-Jagdflugzeug[4]
- Arado E.581-4[4]
- Arado E.581-5[4]
- Arado E.583
- Arado E.625[4]
- Arado E.632[4]
- Arado E.651[4]
- Arado E.654 – Schweres Jagdflugzeug[4]
- Arado Projekt I – Nachtjäger[4]
- Arado Projekt II – Nachtjäger/Allwetterflugzeug[4]
- Arado PTL-Strahlbomber[5] – Pfeilflügel-Turbopropbomber
- Arado TEW 16/43-13[4]
- Arado TEW 16/43-15[4]
- Arado TEW 16/43-19[4]
- Arado TEW 16/43-23[4]

## Bachem
(Bachem-Werke)
- Bachem Ba 349 Natter
- Ba BP 20 – (Bemannte Flakrakete) Erste Version der Ba 349, einige Nicht-VTO ausgestattet mit festem Fahrwerk und verstärkter Nase für Flugtests[4]

## Blohm & Voss
- Blohm & Voss BV 138 – Flugboot
- Blohm & Voss Ha 139 – Seetransportflugzeug
- Blohm & Voss Ha 140 – Seetransportflugzeugprototyp
- Blohm & Voss BV 141 – Aufklärungsflugzeug
- Blohm & Voss Ha 142 – Transport
- Blohm & Voss BV 143 – Gleitbombe (Prototyp)
- Blohm & Voss BV 144 – Kurz- und Mittelstrecken-Passagier- und -Transportflugzeug (1944)
- Blohm & Voss BV 155 – (Me 155 B) von Bf 109 abgeleitetes einsitziges Höhenjagdflugzeug (1944)
- Blohm & Voss BV 222 – sechsmotoriges Transport-Flugboot (1940)
- Blohm & Voss BV 237 – Sturzkampfbomber für taktische Luftnahunterstützung[6]
- Blohm & Voss BV 238
- Blohm & Voss BV 40 – Jagdflugzeug, Gleiter
- Blohm & Voss BV 246 – gelenkte Gleitbombe
- Blohm & Voss BV 950 – Luft-Boden-Antischiffsrakete
  - Blohm & Voss L 10 – Niedriggeschwindigkeitsvariante der BV 950
  - Blohm & Voss L 11 – Hochgeschwindigkeitsvariante der BV 950
- Blohm & Voss BV 250 Landgestützte Version des BV 238[5]
- Blohm & Voss P 1 –  einsitziges Jagdflugzeug[4]
- Blohm & Voss P 4 –  einsitziges Trainer (Ha 136 development)[4]
- Blohm & Voss P 5 –  Allzweckflugzeug[4]
- Blohm & Voss P 6 –  Sturzkampfbomber (Ha 137 Entwicklung)[4]
- Blohm & Voss P 7 – Doppeldecker, Sturzkampfbomber[4]
- Blohm & Voss P 8 –  Flugboot[4]
- Blohm & Voss P 9 –  Flugboot mit Doppelleitwerksträger[4]
- Blohm & Voss P 10 –  Allzweck[4]
- Blohm & Voss P 11 –  Flugzeugträgerfähiger Sturzkampfbomber (Ha 137 Entwicklung)[4]
- Blohm & Voss P 12 –  Flugboot[4]
- Blohm & Voss P 13 –  Flugboot (Doppelhülle)[4]
- Blohm & Voss P 14 –  Aufklärungs-Flugboot[4]
- Blohm & Voss P 15 –  Wasserflugzeug (Ha 139 Entwicklung)[4]
- Blohm & Voss P 16 –  Wasserflugzeug (Ha 139 Entwicklung)[4]
- Blohm & Voss P 17 –  Wasserflugzeug (Ha 139 Entwicklung)[4]
- Blohm & Voss P 18 –  Asymmetrisches Jagdflugzeug[4]
- Blohm & Voss P 19 –  Aufklärer (Ha 139 Entwicklung)[4]
- Blohm & Voss P 20 –  Bomber (Ha 139 Entwicklung)[4]
- Blohm & Voss P 21 –  Allzweck[4]
- Blohm & Voss P 22 –  Jagdflugzeug[4]
- Blohm & Voss P 23 –  P.22 Entwicklung mit größerer Flügelspannweite[4]
- Blohm & Voss P 24 –  Jagdflugzeug/Trainer für Japan[4]
- Blohm & Voss P 25 –  Sturzkampfbomber[4]
- Blohm & Voss P 27 –  Sturzkampfbomber[4]
- Blohm & Voss P 28 –  Drehflügelflugzeug mit Doppelleitwerksträger[4]
- Blohm & Voss P 29 –  Passagierflugzeug[4]
- Blohm & Voss P 33 –  Langstreckenbomber[4]
- Blohm & Voss P 37 –  Wasserflugzeug als Torpedo-/Jagdflugzeug (Ha 139 Entwicklung)[4]
- Blohm & Voss P 38 –  Landgestützte Version der Ha 139 mit größerer Flügelspannweite[4]
- Blohm & Voss P 39 –  Bomber[4]
- Blohm & Voss P 40 –  Asymmetrisches Erdkampfflugzeug[4]
- Blohm & Voss P 41 –  Verbesserte Version der Ha 137[4]
- Blohm & Voss P 42 –  Flugboot Doppelleitwerksträger[4]
- Blohm & Voss P 43 –  Flugboot[4]
- Blohm & Voss P 44 –  Asymmetrisches Aufklärungsflugzeug[4]
- Blohm & Voss P 45 –  Passagiertransport mit raketenunterstütztem Start[4]
- Blohm & Voss P 46 –  Ha 142 als Passagierflugzeug[4]
- Blohm & Voss P 47 –  Passagiertransport mit raketenunterstütztem Start[4]
- Blohm & Voss P 48 –  Bomberversion der Ha 142 für Japan[4]
- Blohm & Voss P 49 –  Passagier-Wasserflugzeug[4]
- Blohm & Voss P 50 –  Fracht-Wasserflugzeug[4]
- Blohm & Voss P 51 –  Fracht-Wasserflugzeug[4]
- Blohm & Voss P 52 –  Passagier-Wasserflugzeug[4]
- Blohm & Voss P 53 –  Passagier-Wasserflugzeug[4]
- Blohm & Voss P 54 –  Passagier-Wasserflugzeug (BV 222 Entwicklung)[4]
- Blohm & Voss P 55 –  Verbesserte Version der Ha 140[4]
- Blohm & Voss P 56 –  Wasserflugzeug als Sturzkampfbomber[4]
- Blohm & Voss P 57 –  Flugboot[4]
- Blohm & Voss P 58 –  Maritimer Sturzkampfbomber[4]
- Blohm & Voss P 59 –  Sturzkampf- und Torpedobomber[4]
- Blohm & Voss P 60 –  Flugboot[4]
- Blohm & Voss P 61 –  Verbesserte Version der Ha 138[4]
- Blohm & Voss P 62 –  Asymmetrischer Sturzkampfbomber[4]
- Blohm & Voss P 63 –  Schnellbomber[4]
- Blohm & Voss P 64 –  Langstreckenflugzeug[4]
- Blohm & Voss P 65 –  Angriffsversion der Ha 141[4]
- Blohm & Voss P 66 –  Maritimer Sturzkampfbomber[4]
- Blohm & Voss P 67 –  Minenlege-Flugzeug[4]
- Blohm & Voss P 68 –  Minenlegerversion der BV 222[4]
- Blohm & Voss P 69 –  Zieldrone[4]
- Blohm & Voss P 70 –  Schnellbomber[4]
- Blohm & Voss P 71 –  Bomber/Jagdflugzeug[4]
- Blohm & Voss P 72 –  Angriffsversion der Ha 141[4]
- Blohm & Voss P 73 –  Bomber mit Schubpropeller[4]
- Blohm & Voss P 74 –  Allzweckversion der Ha 141[4]
- Blohm & Voss P 75 –  Allzweckversion der Ha 141[4]
- Blohm & Voss P 76 –  Langstreckenaufklärerversion der BV 222[4]
- Blohm & Voss P 77 –  Langstreckenaufklärerversion der BV 222[4]
- Blohm & Voss P 78 –  Langstrecken Wasserflugzeug[4]
- Blohm & Voss P 79 –  Langstrecken Wasserflugzeug[4]
- Blohm & Voss P 80 –  Transatlantikflugzeug mit Zwillingsschwimmern[4]
- Blohm & Voss P 81 –  Langstreckenflugzeug[4]
- Blohm & Voss P 83 –  Transatlantikflugzeug[4]
- Blohm & Voss P 84 –  Langstreckenflugzeug[4]
- Blohm & Voss P 85 –  Transatlantikflugzeug[4]
- Blohm & Voss P 86 –  Transatlantikflugzeug[4]
- Blohm & Voss P 88 –  Schweres Langstreckenjagdflugzeug[4]
- Blohm & Voss P 89 –  Schweres Langstreckenjagdflugzeug[4]
- Blohm & Voss P 90 –  Schweres Langstreckenjagdflugzeug[4]
- Blohm & Voss P 92 –  Passagierflugzeug[4]
- Blohm & Voss P 94 –  Verbesserte BV 138[4]
- Blohm & Voss P 95 –  BV 222 Entwicklung[4]
- Blohm & Voss P 96 –  BV 222 Entwicklung[4]
- Blohm & Voss P 97 –  BV 222 Entwicklung[4]
- Blohm & Voss P 98 –  BV 222 Entwicklung[4]
- Blohm & Voss P 99 –  BV 222 Entwicklung[4]
- Blohm & Voss P 100 –  Zieldrone[4]
- Blohm & Voss P 101 –  Zieldrone[4]
- Blohm & Voss P 103 –  Asymmetrisch Passagierflugzeug[4]
- Blohm & Voss P 104 –  Passagierflugzeug mit Heckpropeller[4]
- Blohm & Voss P 105 –  BV 222 Entwicklung[4]
- Blohm & Voss P 106 –  BV 222 Entwicklung[4]
- Blohm & Voss P 107 –  BV 222 Entwicklung[4]
- Blohm & Voss P 108 –  BV 138 Entwicklung[4]
- Blohm & Voss P 109 –  BV 138 Entwicklung[4]
- Blohm & Voss P 110 –  BV 138 Entwicklung[4]
- Blohm & Voss P 111 –  Asymmetrische BV 138 Entwicklung[4]
- Blohm & Voss P 112 –  Asymmetrische BV 138 Entwicklung[4]
- Blohm & Voss P 113 –  Asymmetrisches Wasserflugzeug[4]
- Blohm & Voss P 114 –  BV 141, schwere Jagdflugzeugversion[4]
- Blohm & Voss P 116 –  BV 222 Entwicklung[4]
- Blohm & Voss P 117 –  BV 222 Entwicklung[4]
- Blohm & Voss P 118 –  BV 222 Entwicklung[4]
- Blohm & Voss P 119 –  BV 222 Entwicklung[4]
- Blohm & Voss P 122 –  Patrouillenwasserflugzeug[4]
- Blohm & Voss P 123 –  Doppelhüllen Patrouillenflugboot[4]
- Blohm & Voss P 124 –  Maritimes Patrouillenflugboot[4]
- Blohm & Voss P 125 –  Maritime Patrouillenflugboot[4]
- Blohm & Voss P 127 –  einsitziges Jagdflugzeug[4]
- Blohm & Voss P 128 –  Asymmetrisches, einsitziges Jagdflugzeug[4]
- Blohm & Voss P 129 –  Jagdflugzeug[4]
- Blohm & Voss P 131 –  Passagierflugzeug mit Heckpropeller[4]
- Blohm & Voss P 134 –  Schnellbomber mit Schubpropeller[4]
- Blohm & Voss P 135 –  Asymmetrischer Schnellbomber[4]
- Blohm & Voss P 138 –  Langstrecken Flugboot[4]
- Blohm & Voss P 139 –  Flugboot[4]
- Blohm & Voss P 140 –  Passagierflugzeug[4]
- Blohm & Voss P 141 –  Asymmetrisches Passagierflugzeug[4]
- Blohm & Voss P 142 –  Passagierflugzeug mit Drehflügeln[4]
- Blohm & Voss P 143 –  Passagierflugzeug mit Drehflügeln[4]
- Blohm & Voss P 144 –  Maritime patrol aircraft[4]
- Blohm & Voss P 145 –  Maritime twin float patrol aircraft[4]
- Blohm & Voss P 146 –  P.144 Entwicklung für DLH[4]
- Blohm & Voss P 147 –  P.142 Entwicklung für Transport[4]
- Blohm & Voss P 148 –  Flugboot[4]
- Blohm & Voss P 149 –  Flugboot[4]
- Blohm & Voss P 150 –  Transatlantikflugboot w/mit Druckkabine[4]
- Blohm & Voss P 155 –  Asymmetrischer Sturzkampfbomber[4]
- Blohm & Voss P 160 –  Transatlantikflugboot[4]
- Blohm & Voss P 161 –  Landgestützte Version der BV 238[4]
- Blohm & Voss P 162 –  Bomber[4]
- Blohm & Voss P 163 –  Bomber/schweres Jagdflugzeug[4]
- Blohm & Voss P 164 –  Asymmetrischer Schnellbomber[4]
- Blohm & Voss P 165 –  Asymmetrischer Schnellbomber[4]
- Blohm & Voss P 166 –  Schnellbomber[4]
- Blohm & Voss P 167 –  Twin BV 250 Landversion[4]
- Blohm & Voss P 168 –  Asymmetrischer Jagdbomber[4]
- Blohm & Voss P 170 –  Schnellbomber
- Blohm & Voss P 171 –  Schnellbomber[4]
- Blohm & Voss P 172 –  Sturzkampfbomber[4]
- Blohm & Voss P 173 –  Langstreckenbomber[4]
- Blohm & Voss P 174 –  Gleitbombe[4]
- Blohm & Voss P 175 –  Parasiten Jagdflugzeug[4]
- Blohm & Voss P 176 –  BV 237 gepanzerte Version[4]
- Blohm & Voss P 177 –  Asymmetrisch jet fighter/bomber[4]
- Blohm & Voss P 178 –  Asymmetrisch jet fighter/bomber[4]
- Blohm & Voss P 179 –  Asymmetrisch fighter/bomber[4]
- Blohm & Voss P 180 –  Fighter/bomber w/rotating wing[4]
- Blohm & Voss P 181 –  Fighter/bomber[4]
- Blohm & Voss P 182 –  Fighter/bomber[4]
- Blohm & Voss P 183 –  Langstreckenpatrouillenflugzeug[4]
- Blohm & Voss P 184 –  Langstreckenpatrouillenflugzeug[4]
- Blohm & Voss P 184.01
- Blohm & Voss P 185 –  Ground attack aircraft[4]
- Blohm & Voss P 186 –  Gleiter Jagdflugzeug[4]
- Blohm & Voss P 187 –  Landgestützte Version der BV 222[4]
- Blohm & Voss P 188 –  Jet bomber w/compound swept wing[7][8]
- Blohm & Voss P 190 –  Einsitziger Kampfjet[4]
- Blohm & Voss P 191 –  Flak suppression aircraft[4]
- Blohm & Voss P 192 –  Ground attack aircraft[4]
- Blohm & Voss P 193 –  Ground attack aircraft w/pusher propeller[4]
- Blohm & Voss P 194 –  Asymmetrisch mixed propulsion ground attacker aircraft[4]
- Blohm & Voss P 195 –  High altitude fighter w/ turbo supercharger[4]
- Blohm & Voss P 196 –  Twin boom jet ground attack aircraft[4]
- Blohm & Voss P 197 –  Single seat jet fighter[4]
- Blohm & Voss P 198 –  High altitude jet fighter[4]
- Blohm & Voss P 199 –  High altitude jet fighter[4]
- Blohm & Voss P 200 –  Transatlantik-Passagierflugboot[4]
- Blohm & Voss P 201 –  High altitude rocket powered interceptor[4]
- Blohm & Voss P 202 –  Swing wing jet fighter[4]
- Blohm & Voss P 203 –  Night/heavy fighter w/ mixed propulsion[4]
- Blohm & Voss P 204 –  Ground attack aircraft w/ mixed propulsion[4]
- Blohm & Voss P 205 –  BV 155 Entwicklung[4]
- Blohm & Voss P 206 –  Langstreckenbomber[4]
- Blohm & Voss P 207.02 –  Fighter w/ pusher propeller[4]
- Blohm & Voss P 207.03 –  Fighter w/ pusher propeller[4]
- Blohm & Voss P 208 –  Tailless fighter w/pusher propeller[4]
- Blohm & Voss P 209.01 –  Tailless jet fighter[4]
- Blohm & Voss P 209.02 –  Single seat forward swept wing jet fighter[4]
- Blohm & Voss P 210 –  Tailless jet fighter[4]
- Blohm & Voss P 211.01 –  Pfeilflügeljagtflugzeug[9]
- Blohm & Voss P 211.02 – 1944 „Volksjäger“ project submission[9]
- Blohm & Voss P 212 –  Tailless jet fighter[4]
- Blohm & Voss P 213 –  Pulse jet miniature fighter[4]
- Blohm & Voss P 214 –  Piloted tailless flying bomb[4]
- Blohm & Voss P 215 –  Tailless jet night fighter[4]
- Blohm & Voss P 217 –  Unbestätigte Projekt Nummer für die Ae 607[4]
- Blohm & Voss Ae 607[4][10]

## BMW
(Bayerische Motoren-Werke GmbH)
- BMW Strahlbomber I[4] – Heckloser Düsenbomber mit Pfeilflügeln[5]
- BMW Strahlbomber II[4] – Heckloser Düsenbomber mit Pfeilflügeln[5]
- BMW Schnellbomber I[4] – Pfeilflügel-Turbopropbomber[5]
- BMW Schnellbomber II[4] – Turbopropbomber mit negativem Pfeilflügel[5]
- BMW Strahljäger I[4]
- BMW Strahljäger II[4]
- BMW Strahljäger III[4]
- BMW Strahljäger IV[4]

## Daimler-Benz
(Daimler-Benz)
- Daimler-Benz Projekt A – Riesentransportflugzeug mit untergehängtem zweimotorigem Düsenbomber mit V-Leitwerk, Projekt[4]
- Daimler-Benz Projekt B – Riesentransportflugzeug mit untergehängtem einmotorigem Düsenbomber, Projekt[4]
- Daimler-Benz Projekt C – Riesentransportflugzeug für den Abschuss von Raketen[4]
- Daimler-Benz Projekt D – Riesentransportflugzeug unterschiedlicher Konfiguration mit untergehängtem Projekt B-Bomber[4]
- Daimler-Benz Projekt E – Riesentransportflugzeug für 6 fernlenkbare Projekt F-Raketen[4]
- Daimler-Benz Projekt F – parasite manned missile carried by Projekt E carrier. Possible suicide craft as escape downwards near target nearly impossible at speed.[4]
- Daimler-Benz JÄGER[4]

## Dornier-Werke
(Dornier Werke GmbH)
- Dornier Do 10 – Test-bed fighter
- Dornier Do 214 Transportflugzeug Flugboot Projekt[4]
- Dornier Do 216[4]
- Dornier Do 335
- Dornier Do 435
- Dornier Do 535[4]
- Dornier Do 635 (Junkers Ju 635) – Entwicklung basierend auf dem Dornier Do 335 Projekt[4]
- Dornier P.59[4]
- Dornier P.174[4]
- Dornier P.192[4]
- Dornier P.231[4]
- Dornier P.232[4]
- Dornier P.237[4]
- Dornier P.238[4]
- Dornier P.247[4]
- Dornier P.247/6[4]
- Dornier P.252[4]
- Dornier P.254[4]
- Dornier P.256[4]

## Deutsche Forschungsanstalt für Segelflug(DFS)
- DFS 39 – von Lippisch konstruiertes schwanzloses Forschungsflugzeug
- DFS 40 – von Lippisch konstruiertes schwanzloses Forschungsflugzeug
- DFS 194 – Raketengetriebenes Forschungsflugzeug, Vorläufer der Me 163
- DFS 228 – Raketengetriebenes Aufklärungsflugzeug (2 Prototypen)
- DFS 332
- DFS 346 – Überschall-Forschungsflugzeug (nur unvollständiger Prototyp)
- DFS Eber – Ramm-Abfangjäger

## Fieseler
(Gerhard Fieseler Werke GmbH)
- Fieseler Fi 356[11]
- Fieseler Fi 98 – Doppeldecker-Sturzkampfflugzeug
- Fieseler Fi 99 Jungtiger – Sport- und Reiseflugzeug
- Fieseler Fi 103 – Fliegende Bombe
- Fieseler Fi 156 Storch – Verbindungsflugzeug
- Fieseler Fi 157 – Versuchsflugzeug, unbemanntes Zielflugzeug
- Fieseler Fi 158 – Versuchsflugzeug
- Fieseler Fi 166 – Projekt mit Wernher von Braun
- Fieseler Fi 167 – Torpedobomber
- Fieseler Fi 168 – Projekt eines Erdkampfflugzeuges
- Fieseler Fi 253 Spatz – Sport- und Reiseflugzeug
- Fieseler Fi 256 – Verbindungsflugzeug
- Fieseler Fi 333 – Projekt eines militärischen Mehrzweck-Transportflugzeuges

## Flettner
(Flettner Flugzeugbau GmbH / Anton Flettner G.m.b.H.)
- Flettner Fl 184 – Aufklärungshubschrauber
- Flettner Fl 185 – Aufklärungshubschrauber
- Flettner Fl 265 – Aufklärungshubschrauber
- Flettner Fl 282 Kolibri – Aufklärungshubschrauber
- Flettner Fl 339 – Aufklärungshubschrauber

## Focke-Achgelis
- Focke-Achgelis Fa 225
- Focke-Achgelis Fa 269 – VTOL (vertical takoff and landing, Senkrechtstarter) Flugzeug
- Focke-Achgelis Fa 283[12]
- Focke-Achgelis Fa 284[12]
- Focke-Achgelis Fa 325 – Transport-Quadrocopter[12]

## Focke-Wulf
(Focke-Wulf Flugzeugbau G.m.b.H.)
- Focke-Wulf P.II
- Focke-Wulf Ta 183 – Nur auf dem Papier entwickelt-Düsenjäger der dritten Generation
- Focke-Wulf Fw 191 – Bomber B mittlerer Bomber (medium bomber program entry)
- Focke-Wulf Fw 250
- Focke-Wulf Fw 252
- Focke-Wulf Ta 283 – Ramjet-powered fighter
- Focke-Wulf Fw 300 – ein Ersatz für die Focke-Wulf Fw 200 Condor Verkehrsflugzeug, auch für maritime Patrouillen
- Focke-Wulf Ta 400 – Transatlantische Reichweite mit sechs Motoren, Amerikabomber-Entwurf
- Focke-Wulf Fw 491 – (Fw 391 Entwicklung) (Projekt)
- Focke-Wulf Fw 500 – VTOL, schweres Jagdflugzeug
- Focke-Wulf Ta VTOL Project
- Focke-Wulf Volksflugzeug
- Focke-Wulf Jägerprojekt I[13]
- Focke-Wulf Bomberprojekt 1000x1000x1000[13] – Zweistrahliger Bomber
- Focke-Wulf Jägerprojekt 000-222-018[13]
- Focke-Wulf Jägerprojekt with BMW 803[13]
- Focke-Wulf Jägerprojekt with 2 BMW 801F[13]
- Focke-Wulf Jägerprojekt 603s-001[13]
- Focke-Wulf Jägerprojekt II[13]
- Focke-Wulf Jägerprojekt III[13]
- Focke-Wulf Jägerprojekt IV[13]
- Focke-Wulf Jägerprojekt VI[13]
- Focke-Wulf Jägerprojekt VII Flitzer[14]
- Focke-Wulf Jägerprojekt VIII (Nr. 281)[13]
- Focke-Wulf Nachtjägerprojekt 011-45[13]
- Focke-Wulf Nachtjägerprojekt 011-46[13]
- Focke-Wulf Nachtjägerprojekt 011-47[13]
- Focke-Wulf Nachtjägerprojekt 0310251-13[13]
- Focke-Wulf P 195 (Nr. 249)[13]
- Focke-Wulf Projekt 82114[13]
- Focke-Wulf Projekt 0310025-1006[13]
- Focke-Wulf Projekt 031022 (Nr. 261)[13]
- Focke-Wulf Projekt 0310224-20/21[13]
- Focke-Wulf Projekt 0310224-30[13]
- Focke-Wulf Projekt 0310226-127[13]
- Focke-Wulf Projekt 0310251-51[13]
- Focke-Wulf Projekt Super-Lorin[13]
- Focke-Wulf Projekt Super-TL[13]
- Focke-Wulf Triebflügel
- Focke-Wulf Rochen

## Gotha
(Gothaer Waggonfabrik)
- Gotha P.35[13]
- Gotha P.39[13]
- Gotha P.40B[13]
- Gotha P.45[13]
- Gotha P.46[13]
- Gotha P.47[13]
- Gotha P.50/I[13]
- Gotha P.50/II[13]
- Gotha P.52[13]
- Gotha P.53[13]
- Gotha P.56[13]
- Gotha P.58[13]
- Gotha P.60[13]
- Gotha P.3001[13]
- Gotha P.3002[13]
- Gotha P.8001[13]
- Gotha P.9001[13]
- Gotha P.9007[13]
- Gotha P.10003[13]
- Gotha P.11001[13]
- Gotha P.12001[13]
- Gotha P.14002[13]
- Gotha P.14012[13]
- Gotha P.16001[13]
- Gotha P.17002[13]
- Gotha P.20001[13]
- Gotha P.21005[13]
- Gotha P.35001[13]

## Heinkel
(Ernst Heinkel A.G.)
- Heinkel He 176 – Raketengetriebenes Versuchsflugzeug (Prototyp), Erstes bemanntes Raketenflugzeug mit Flüssigkraftstoff zum Fliegen
- Heinkel He 177 – Weiterentwicklung – der Heinkel He 177B erster Vorschlag für eine viermotorige Version des He 177A, drei Prototypen fertiggestellt, mindestens zwei geflogen.
- Heinkel He 178 – Jet-powered Experimentalflugzeug, weltweit erstes Turbojet-Flugzeuge das geflogen ist (August 1939)
- Heinkel He 274 – Viermotorige Großraumbomberentwicklung des Heinkel He 177, zwei Prototypen (von sechs bestellt), die von den Franzosen nach dem Krieg fertiggestellt wurden.
- Heinkel He 277 – Nur-Papier entwickelt – Viermotoren-Amerikabomber Entwicklung der He 177, bis Februar 1943 geplant, abgesagt im April 1944
- Heinkel He 280 – Erster Düsenjäger.
- Heinkel P.1055.01
- Heinkel P.1064[13]
- Heinkel P.1065[13]
- Heinkel P.1066[13]
- Heinkel P.1068[13] – Projekt Nummer von der DFS für Heinkel He 343 Strahlbomber
- Heinkel P.1069[13]
- Heinkel P.1070[13]
- Heinkel P.1071[13]
- Heinkel P.1072[13]
- Heinkel P.1073.01[13]
- Heinkel P.1073.02[13]
- Heinkel P.1073.03[13]
- Heinkel P.1073.04[13]
- Heinkel P.1074[13]
- Heinkel P.1075 (Do 635)[13]
- Heinkel P.1076
- Heinkel P.1077 Julia
- Heinkel P.1078
- Heinkel P.1079
- Heinkel P.1080[13]
- Heinkel Wespe
- Heinkel Lerche
- Heinkel Strabo 16[13]

## Henschel
(Henschel Flugzeugwerke A.G.)
- Henschel Hs 132 Strahlgetriebener Sturzkampfbomber
- Henschel P.54[15]
- Henschel P.72[15]
- Henschel P.75[15]
- Henschel P.76[15]
- Henschel P.80[15]
- Henschel P.87[15]
- Henschel P.122[15]
- Henschel P.135[15]
- Henschel P.J. 600/67[15]
- Henschel P. Transporter[15]

## Horten
- Horten H IX – Experimenteller Nurflügel-Jagdbomber-Prototyp
- Horten H XVIII – Nurflügelstrahlbomber[5]

## Hütter
(Ulrich und Wolfgang Hütter)
- Hütter Hü 136 Stubo1

## Junkers
(Junkers Flugzeug-Werke A.G.)
- Junkers Ju 187 – Sturzkampfbomber
- Junkers Ju 322 – Mammut Transportgleiter (Prototyp), 1941
- Junkers Ju 290 – Langstreckenbomber (Prototyp)
- Junkers Ju 288 – Bomber B Programm favorisierter Anwärter (Prototyp)
- Junkers Ju 390 – sechsmotoriger Amerikabomber Designkonkurrent, Derivat der Ju 290 (zwei flugtaugliche Prototypen)
- Junkers Ju 287 – Schwerer Bomber (Jet-Engine) (Prototyp)
- Junkers Ju 635
- Junkers EF 008[16]
- Junkers EF 009 – senkrechtstartendes Jagdflugzeug
- Junkers EF 010 – Hochgeschwindigkeitsflugzeug für Rekordgeschwindigkeiten[16]
- Junkers EF 011 – senkrechtstartendes Jagdflugzeug[15]
- Junkers EF 012[15]
- Junkers EF 015[15]
- Junkers EF 017[15]
- Junkers EF 018[15]
- Junkers EF 019[15]
- Junkers EF 043[15]
- Junkers EF 050[15]
- Junkers EF 061
- Junkers EF 072[15]
- Junkers EF 073 – Mittlerer Bomber, entwickelte sich zu Ju 288[16]
- Junkers EF 077 – Verkehrsflugzeugprojekt, entwickelt in Ju 252[16]
- Junkers EF 094[15]
- Junkers EF 100 – sechsmotoriges Passagierflugzeugprojekt
- Junkers EF 101[15]
- Junkers EF 112[15]
- Junkers EF 115[15]
- Junkers EF 116[15]
- Junkers EF 122[15]
- Junkers EF 125[15]
- Junkers EF 126
- Junkers EF 127
- Junkers EF 128
- Junkers EF 130[15]
- Junkers EF 131
- Junkers EF 132 – Schwerer Bomber[15]
- Junkers EF 135[15]
- Junkers EF 140
- Junkers EF 150
- Junkers EF mit BMW 801[15]
- Junkers EF 2x Jumo 004[15]
- Junkers Projekt GAA

## Lippisch
- Lippisch Li 163S[15] – das „S“ stand für „Serienausführung“
- Lippisch P.01-111[15]
- Lippisch P.01-119[15]
- Lippisch P.03[15]
- Lippisch P.04-107a[15]
- Lippisch P.04-106[15]
- Lippisch P.04-114[15]
- Lippisch P.05[15]
- Lippisch P.06[15]
- Lippisch P.08[15]
- Lippisch P.09[15]
- Lippisch P.10[15]
- Lippisch P.11[15]
- Lippisch P.12[15]
- Lippisch P.13[15]
- Lippisch P.13a
- Lippisch P.13b[15]
- Lippisch P.14[15]
- Lippisch P.15[15]
- Lippisch P.20[15]

## Messerschmitt
- Messerschmitt Bf 109TL[15]
- Messerschmitt Bf 109Z
- Messerschmitt Me 163 – Erster Raketengetriebener Abfangjäger
- Messerschmitt Me 209-II – Jagdflugzeug (Prototyp) – nicht verwandt mit dem früheren Hochgeschwindigkeitsrekordflugzeug Me 209 a
- Messerschmitt Me 261 – Langstreckenaufklärungsflugzeug
- Messerschmitt Me 262 – Erster zweistrahliges Jagdflugzeug
- Messerschmitt Me 263 – Abfangjäger (raketengetrieben), trug auch die Bezeichnung Junkers Ju 248
- Messerschmitt Me 264 – strategischer Langstreckenbomber, erster Konstruktionskonkurrent (3 lufttüchtige Prototypen)
- Messerschmitt Me 265
- Messerschmitt Me 309 – Dreiradfahrwerk, mit Kolbenmotor ausgestatteter Jäger (Prototyp)
- Messerschmitt Me 329
- Messerschmitt Me 334
- Messerschmitt Me 364
- Messerschmitt Me 409 – Schweres Jagdflugzeug, (Me-209-Derivat) (Projekt), 1944
- Messerschmitt Me 509
- Messerschmitt Me 609 – Schwerer Bomber und Jäger (Projekt)
- Messerschmitt P.1070
- Messerschmitt P.1073
- Messerschmitt P.1075
- Messerschmitt P.1079
- Messerschmitt P.1079/1
- Messerschmitt P.1079/2
- Messerschmitt P.1079/10
- Messerschmitt P.1079/13
- Messerschmitt P.1079/15
- Messerschmitt P.1079/16
- Messerschmitt P.1079/17
- Messerschmitt P.1085
- Messerschmitt P.1092
- Messerschmitt P.1092/2[15]
- Messerschmitt P.1092/3[15]
- Messerschmitt P.1092/4[15]
- Messerschmitt P.1092/5[15]
- Messerschmitt P.1092A
- Messerschmitt P.1092B-1
- Messerschmitt P.1092B-2
- Messerschmitt P.1092A-B[15]
- Messerschmitt P.1095[15]
- Messerschmitt P.1095/2
- Messerschmitt P.1095/3
- Messerschmitt P.1099A[15]
- Messerschmitt P.1099B[15]
- Messerschmitt P.1100/A
- Messerschmitt P.1100/B
- Messerschmitt P.1100/I[15]
- Messerschmitt P.1100/II[15]
- Messerschmitt P.1101
- Messerschmitt P.1101/XVIII
- Messerschmitt P.1101/92[15] 75 mm BK 7,5 montiert in einem strahlgetriebenen Zerstörer
- Messerschmitt P.1101/99[15] 55 mm MK 114 montiert in einem strahlgetriebenen Bomber / Zerstörer
- Messerschmitt P.1101/101
- Messerschmitt P.1102[15]
- Messerschmitt P.1102/105
- Messerschmitt P.1102B
- Messerschmitt P.1103/I[15]
- Messerschmitt P.1103/II[15]
- Messerschmitt P.1104/I[15]
- Messerschmitt P.1104/II[15]
- Messerschmitt P.1106[15]
- Messerschmitt P.1107/I[15]
- Messerschmitt P.1107/II[15]
- Messerschmitt P.1108/I[15]
- Messerschmitt P.1108/II[15]
- Messerschmitt P.1109[15]
- Messerschmitt P.1110 „ENTE“[15]
- Messerschmitt P.1110/II[15]
- Messerschmitt P.1111
- Messerschmitt P.1112

## Schempp-Hirth
- Göppingen Gö 8
- Göppingen Gö 9 Entwicklungsflugzeug für die Do 335 Pfeil

## Škoda-Kauba
- Škoda-Kauba SK 257 Trainingsjagdflugzeug.
- Škoda-Kauba SK P14 Ramjet getriebener Abfangjäger[17]

## Sombold
- Sombold So 344 Schußjäger

## Stöckel
- Stöckel Rammschussjäger Projekt eines ringförmigen Sprengkopf-Trägerraketenprojekts, 1944[18][19]

## Weser-Flugzeugbau
- Weserflug Bf 163[20]
- Weserflug P.1003 – Flugzeug mit neigbarem Rotor[20]
- Weserflug P.2127 – Doppelausleger Flugzeug Projekt (engl. twin-boom aircraft project)[20]
- Weserflug P.2130[20]
- Weserflug P.2131[20]
- Weserflug P.2136[20]
- Weserflug P.2137[20]
- Weserflug P.2138 – Großflugbootprojekt[20]
- Weserflug P.2146[20]
- Weserflug P.2147[20]

## Zeppelin
- Fliegende Panzerfaust[20]
- Zeppelin Rammer